# Болотов, Владимир Васильевич
Владимир Васильевич Болотов (1856—1938) — русский военный деятель, генерал от инфантерии (1917).

## Биография
Из дворянского рода Болотовых. В службу вступил в 1872 году, в 1874 году после окончании Полоцкого кадетского корпуса и Константиновского военного училища произведён в прапорщики и выпущен в 26-ю артиллерийскую бригаду. В 1875 году произведён в подпоручики, в 1877 году в поручики.
С 1877 года участник Русско-турецкой войны, за храбрость в этой компании был награждён орденом Святого Станислава III степени с мечами и бантом. С 1879 года подпоручик гвардии в Павловском лейб-гвардии полку. В 1882 году произведён в поручики гвардии, в 1885 году в штабс-капитаны гвардии, в 1891 году в капитаны гвардии, в 1895 году в полковники.
С 1897 года командир Старобельского резервного батальона. С 1898 года командир 2-го Кронштадтского крепостного пехотного батальона. С 1899 года командир Тобольского полка 38-го пехотного полка. С 1901 года командир Ростовского 2-го гренадерского полка.
С 1904 года участник Русско-японской войны, «за отличие» произведён в генерал-майоры с назначением командиром 1-й бригады бригады 72-й пехотной дивизии. С 1906 года командир 1-й бригады бригады 3-й пехотной дивизии. За храбрость в этой компании был награждён орденом Святого Станислава I степени с мечами и Золотой георгиевской саблей «За храбрость».
С 1907 года начальник 59-й пехотной резервной бригады. В 1910 году «за отличие» произведён в генерал-лейтенанты с назначением начальником 47-й пехотной дивизии. С 1914 года участник Первой мировой войны. В июле 1915 г. сражался на Висле. В 1917 году произведён в генералы от инфантерии, командир 25-го армейского корпуса. За храбрость в этой компании был награждён орденами Святого Владимира II степени с мечами, Белого орла с мечами и мечами к имеющемуся ордену Святой Анны I степени.
С конца 1917 года состоял в резерве чинов при штабе Киевского военного округа. С 1918 года состоял в резерве чинов при штабе главнокомандующего ВСЮР. С 1919 председатель Особой комиссии. С 1920 года в эмиграции в Югославии, жил в Белграде. С 1926 года делегат Зарубежного съезда.